# 何朝宗 (德化)
何朝宗（？—？），字何朝，号何来，又号来福、来佛，德化县隆泰里后所村（今属浔中乡）人，祖籍江西。明代瓷雕艺术家。

## 生平
何朝宗早年師從王弼，遂精於瓷雕。作品多为神仙、佛像，弥勒、罗汉、观音等。

## 家族
先祖何昆源，明洪武十七年（1384年），至德化隆泰社厚苏村（今后所村）屯垦定居。父兄均为寺庙塑造佛像的艺匠。